# بخش سپاسکی، استان پنزا
بخش سپاسکی (به لاتین: Spassky District) یک منطقهٔ مسکونی در روسیه است که در استان پنزا واقع شده‌است.